# Chiến tranh giành độc lập Brasil
Chiến tranh giành độc lập Brasil là cuộc chiến được tiến hành giữa Brasil và Bồ Đào Nha. Chiến tranh kéo dài từ tháng 2 năm 1822, khi những cuộc giao tranh đầu tiên giữa lực lượng dân quân với quân đội mẫu quốc, cho đến tận tháng 11 năm 1823, khi các đơn vị đồn trú Bồ Đào Nha cuối cùng đầu hàng. Cuộc chiến diễn ra cả trên bộ lẫn trên biển giữa lực lượng quân chính quy và lực lượng dân quân cả hai phe.

## Lịch sử
Lực lượng cách mạng Brasil đã lập nên Lục quân Brasil và Hải quân Brasil bằng cách buộc công dân và người nhập cư nước ngoài phải nhập ngũ. Họ cũng tuyển mộ nô lệ vào lực lượng dân quân và đồng thời còn giải phóng nô lệ nhằm gia tăng lực lượng cho lục quân và hải quân. Các trận chiến trên bộ và hải chiến đã diễn ra trên lãnh thổ gồm Bahia, Cisplatina, Rio de Janeiro, Phó vương Grão-Pará, và ở Maranhão và Pernambuco mà ngày nay là các bang Ceará, Piauí và Rio Grande do Norte.
Chiến sự giữa lực lượng dân quân đã nổ ra trên đường phố ở các thành phố chính tại vùng lãnh thổ này vào năm 1822 và nhanh chóng lan ra nội địa, bất chấp sự xuất hiện của quân tiếp viện từ Bồ Đào Nha năm 1822. Quân đội Bồ Đào Nha đã có thể ngăn chặn dân quân địa phương ở các thành phố, bao gồm cả Salvador, Montevideo và São Luís. Tuy nhiên, họ không thể đánh bại lực lượng dân quân ở hầu hết các thành phố khác và chứng minh sự bất lực khi chống lại lực lượng du kích ở vùng nông thôn của đất nước. Đến năm 1823, quân đội Brasil đã phát triển mạnh và thay thế tổn thất ban đầu cả về nhân sự và vật lực. Tàn quân Bồ Đào Nha thì rơi vào thế phòng thủ, đã nhanh chóng cạn kiệt cả về nhân sự và vật lực. Do số lượng của quân nổi dậy đông hơn trên một lãnh thổ rộng lớn, buộc người Bồ Đào Nha phải hạn chế phạm vi hoạt động của họ đến các thị xã dọc theo bờ biển đại diện cho cảng biển chiến lược của đất nước, bao gồm cả Belém, Montevideo, Salvador và São Luís do Maranhão.
Trên biển, hoạt động hải quân Brasil chủ yếu nằm dưới sự chỉ huy của Đô đốc Thomas Cochrane. Hải quân mới nổi đã trải qua một số thất bại sớm do sự phá hoại ngầm của một số thủy thủ gốc Bồ Đào Nha trong các hải đội. Nhưng đến năm 1823 thì Brasil đã chủ động cải cách hải quân và các thành viên Bồ Đào Nha được thay thế bằng người gốc Brasil, nô lệ được giải phóng và người tự do gốc Brazil, cũng như các lực lượng lính đánh thuê của Anh và Mỹ. Điều này giúp tăng cường lực lượng hải quân của Brasil đi đến thành công trong việc quét sạch vùng bờ biển có sự hiện diện của Bồ Đào Nha và cô lập đám tàn quân trên bộ của họ. Đến cuối năm 1823, lực lượng hải quân Brasil đã truy kích hạm đội Bồ Đào Nha còn lại vượt qua Đại Tây Dương đến tận vùng duyên hải Bồ Đào Nha.
Ngày nay, đã có tình trạng thiếu số liệu thống kê đáng tin cậy về cuộc chiến. Tổng số thương vong của cả hai bên còn chưa chắc chắn. Ước tính thương vong được dựa trên các báo cáo đương thời của trận đánh và tư liệu lịch sử khoảng từ 5700 đến 6200 trong tổng số.

## Lực lượng đối lập

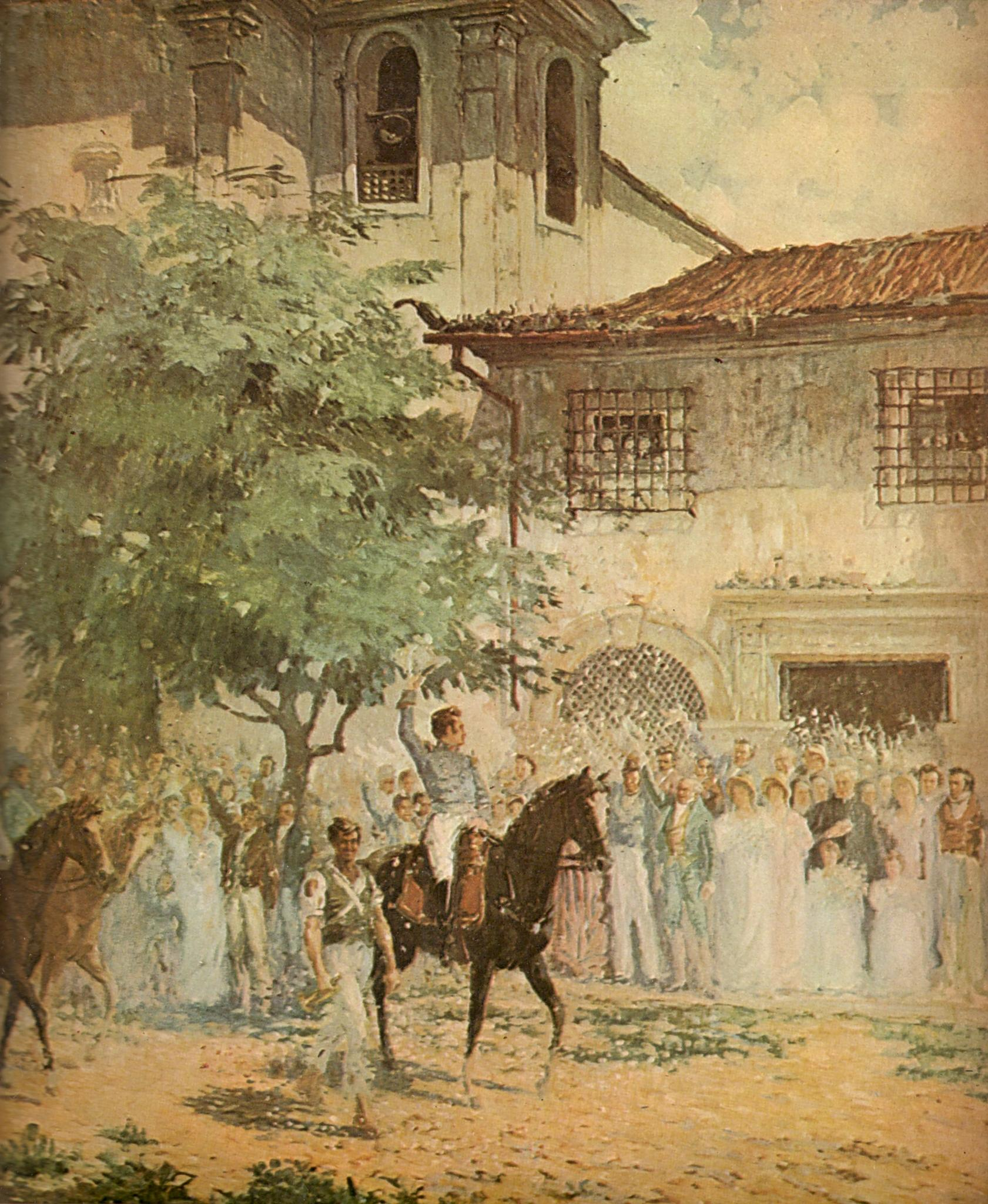
Quân đội Brasil tiến vào Salvador sau khi quân Bồ Đào Nha đầu hàng vào năm 1823.

Dân số của Brazil vào thời điểm chuyển giao thế kỷ là 3,4 triệu người. Ba phần năm trong số họ là những người tự do, chủ yếu là người gốc Bồ Đào Nha. Tại thời điểm đó dân số không bao gồm những người nô lệ. Rất khó nói là có bao nhiêu Reinóis sống ở Brasil vào năm 1822, kể từ khi tất cả các đối tượng đều là người da trắng của Bồ Đào Nha. Phần lớn dân số sống gần biển, tập trung vào các tỉnh Pernambuco, Bahia và Minas Gerais. Ba khu vực chi phối đời sống kinh tế và chính trị của các thuộc địa và kiểm soát chiến lược. Khu vực Pernambuco là nơi sản xuất đường phát triển mạnh có giá trị lớn vào thời điểm đó. Phía nam Bahia sản xuất đường, bông, thuốc lá và mật đường. Được xem là đất nước đông dân và giàu nhất Châu Mỹ. Xa hơn về phía nam nằm tại Rio de Janeiro nắm quyền kiểm soát vàng và kim cương của Minas Gerais.
Cả hai bên (Bồ Đào Nha và Brasil) đã chứng kiến tàu chiến Bồ Đào Nha lan rộng trên cả nước (dù trang bị còn nghèo nàn) đóng vai trò như một công cụ cần thiết nhằm đạt được chiến thắng quân sự. Vào đầu năm 1822, hải quân Bồ Đào Nha sở hữu một tàu chiến tuyến, hai tàu frigate, bốn tàu corvette, hai tàu hai buồm và bốn tàu chiến các loại trong vùng biển Brazil. Có khoảng 10.000 binh sĩ Bồ Đào Nha và các đơn vị kỵ binh hoàng gia đáng tin cậy dọc theo bờ biển Đại Tây Dương. Khoảng 3.000 binh sĩ đã tham gia vào cuộc vây hãm Montevideo, một số lượng binh lính tương tự chiếm đóng Salvador, và phần còn lại của quân đội đã được rải rác khắp khu vực.
Các tàu chiến sẵn có ngay lập tức cho hải quân Brasil mới có số lượng nhiều hơn nhưng đang trong tình trạng hư nát. Các thân tàu của một số tàu đã được Hoàng gia và triều đình mua lại bị bỏ rơi ở Rio de Janeiro của Brasil, giờ đã mục nát và do đó ít có giá trị. Đặc vụ Brasil tại London là Hầu tước Batley (Philibert Marshal Brant) đã nhận được đơn đặt hàng để có được số tàu chiến trang bị đầy đủ và cung cấp tín dụng. Không có nhà cung cấp nào lại sẵn sàng chấp nhận rủi ro. Cuối cùng đã có lời đề nghị công khai lúc đầu thì vị hoàng đế mới ký tên 350 chiếc trong số chúng, truyền cảm hứng cho những người khác làm như vậy. Vì vậy, chính phủ mới đã thành công trong việc gây quỹ để sắm sủa một hạm đội.
Việc sắp xếp thủy thủ đoàn cũng là một vấn đề khó khăn. Một số lượng lớn các cựu quan chức và thủy thủ Bồ Đào Nha tình nguyện phục vụ và thề trung thành với quốc gia mới. Tuy vậy lòng trung thành của họ lại bị phía Brasil nghi ngờ. Vì lý do này, các sĩ quan và binh lính đã được tuyển dụng để lấp đầy hàng ngũ và kết thúc sự phụ thuộc vào người Bồ Đào Nha. Do rất ít nguồn cung cấp thủy thủ đoàn nên nhà chức trách cuối cùng đành tuyển mộ một đám tù nhân được tha thứ để phục vụ hạm đội trong hải chiến.
Quân đội Bồ Đào Nha ở Brasil bao gồm quân binh dàn theo tuyến và dân quân. Tất cả các binh sĩ đều được triều đình ở Lisboa bổ nhiệm. Năm 1817, một cuộc nổi dậy nổ ra ở nước Cộng hòa Pernambuco. Kết quả là, 2.000 binh sĩ thuộc "Sư đoàn phụ trợ" đều được gửi đến Brasil. Với sự xuất hiện của quân lusas, các quan chức bản địa ở Brazil đã không lường trước nguy cơ này với trách nhiệm lớn lao.

## Các chiến dịch độc lập
Ảnh hưởng của Bồ Đào Nha trên khắp Brasil được tổ chức bởi những đơn vị đồn trú tại các cảng chiến lược. Chiến lược của Bồ Đào Nha nhằm giành lại quyền kiểm soát Brasil là rút quân tại Montevideo và sử dụng số quân này để tăng cường cho các đơn vị đồn trú ở Bahia. Lực lượng này đã tái chiếm Bahia, trong khi Hải quân Bồ Đào Nha ngăn chặn Rio de Janeiro với chiến thuật cô lập các đơn vị đồn trú Bồ Đào Nha của Dom Pedro và buộc từng người một lên thuyền trở về Bồ Đào Nha.
Trong suốt năm 1822, dân chúng Brasil đã chuyển hướng trong các sự kiện chính trị diễn ra tại Rio de Janeiro và Lisbon. Đã có sự chia rẽ trong quân đội Luso-Brasil đang chiếm đóng Cisplatin (Uruguay). Các trung đoàn quân Bồ Đào Nha rút lui đến Montevideo và bị bao vây bởi đồng đội cũ của Brasil dưới sự chỉ huy của tướng Baron de Laguna (bản thân ông là một người Bồ Đào Nha, nhưng như nhiều người khác lại đứng về phe ủng hộ nền độc lập của Brasil). Ở các vùng xa xôi và dân cư thưa thớt tại phía bắc Pará và Maranhão, đều ủng hộ Bồ Đào Nha và tuyên bố trung thành với mẫu quốc. Pernambuco thì ủng hộ độc lập, nhưng ở Bahia lại không có sự đồng thuận trong nhân dân.

## Trận đánh chủ yếu
Pernambuco
- Cuộc vây hãm Recife

Piauí và Maranhão
- Trận Jenipapo
- Cuộc vây hãm Caxias

Grand Pará
- Cuộc vây hãm Belém

Bahia
- Trận Pirajá
- Trận Itaparica
- Trận ngày 4 tháng 5
- Cuộc vây hãm Salvador

Cisplatina
- Cuộc vây hãm Montevideo (1823)

## Hiệp ước hòa bình và hậu quả
Bồ Đào Nha công nhận nền độc lập của Brasil trong Hiệp ước Rio de Janeiro năm 1825 chính thức kết thúc cuộc xung đột và chứng kiến Đế quốc Brasil nổi lên như một quốc gia có chủ quyền toàn diện. Hiệp ước được Hoàng đế Brasil phê chuẩn vào ngày 30 tháng 8 năm 1825 và được vua Bồ Đào Nha phê chuẩn vào ngày 15 tháng 11 năm 1825, rồi trong cùng một ngày hai văn kiện phê chuẩn đã được trao đổi giữa các nhà ngoại giao Brasil và Bồ Đào Nha tại Lisboa. Với việc để mất mát lãnh thổ duy nhất ở châu Mỹ và một phần thu nhập đáng kể của mình, Bồ Đào Nha nhanh chóng chuyển hướng sang gia tăng năng suất thương mại của các thuộc địa châu Phi khác nhau (chủ yếu là Angola và Mozambique).